# Abraham Mankell
Carl Abraham Mankell, född 16 april 1802 i Christiansfeld i Schleswig, död 23 mars 1868 i Stockholm, var en svensk musikhistoriker, sångpedagog, tonsättare och kyrkomusiker.

## Biografi
Abraham Mankell tillhörde en tysk musikersläkt och fadern var bland annat musikdirektör vid Svenska flottan i Karlskrona. Mankell arbetade från 1826 som musiklärare i olika skolor i Stockholm, blev 1828 organist i Klara församling och 1830 musikdirektör vid Stockholms gymnasium. Han komponerade kantater och sånger och verkad för musikintresset genom populärvetenskapliga föredrag och utgivning av skrifter, bland annat flera läroböcker och antologier. Han menade att visan och folkmusiken var av större vikt än konstmusiken.
Han var far till Julius Mankell, bror till Gustaf Mankell och farbror till Henning Mankell den äldre.

## Verklista

### Kammarmusik
- Adagio religioso för piano och klarinett, 1860.

### Pianoverk
- Messa, klaverutdrag.

#### Fyrhändigt piano
- Variationer över en dalvisa, 1830-talets början.
- Quintour, arrangemang 1832.
- Fem stycken för orkester, arrangemang 1830-talets början.
- Tema med variationer, arrangemang 1830-talets början. Temat är skrivet av Winter.

### Orgelverk
- Små orgelpreludier
- Koralsättningar i Koralbok av Albert Lindström, 1892.

### Sånger
- Tre romanser med pianoforte, Tillägnade Adolf Fredrik Lindblad, cirka 1830. 
  - 1. Gerdas sång (Grundtvig)
  - 2. Emma (Ling)
  - 3. Vårrosen (Mellin) [Vår-rosen även i antologin Enkla melodiska sånger, 1853.]
- Tre sånger med pianoforte, 1830-talet. 
  - 1. Har du den glömt? (Grafström)
  - 2. Svärmeri (Wallin)
  - 3. Bön (Lidner)
- Samlade sångstycken med pianoforte, för en eller flera röster. 
  - 1. Vid Frälsarens krubba (efter Claudius)
  - 2. Thekla (Grafström efter Schiller)
  - 3. Hemsjukan
  - 4. Hugsvalelsens källa (Mellin)
  - 5. Bortresan
  - 6. Den bedragnes sång
  - 7. Emma
  - 8. Vårhymn
  - 9. Kyrie
  - 10. Agnus Dei
  - 11. Bön
- Skaldestycken av Wallin, Franzén och Stagnelius, cirka 1838. 
  - 1. Hemsjukan (Wallin)
  - 2. Wårlängtan (Franzén)
  - 3. Stjärnorna (Stagnelius)
  - 4. Fragment ur en större komposition (Wallin, Guds lov).
- Hösten, den gröna, den sköna, för sång och fortepiano, i Musikaliskt veckoblad, 1833.
- Sång vid Sophia B. Bibaus jordfästning i Clara 10 november ("Bruten är stafven", E. Lindberg), 1845.

### Körverk
- Påskhymn ("Du död! Var är din udd?"), 1903.
- På Marie bebådelsedag och Bön, 1900.
- Vårhymn, 1870.
- En liten välment Kvartett tillägnad Anna Mankell vid hennes första nattvardsgång, 1864.
- Fyrstämmiga sånger.
- Guds lov, kantat för solist, kör och orkester (Wallin).
- Blandade sångstycken för sopran, alt, tenor och bas utan a capella, cirka 1830. 
  - 1. Koral: Jag vill i all min levnads gång
  - 2. Koral: Sälla är de som sova
  - 3. Minnet ("På dig jag tänker", Goethe, "Ich denke dein")
  - 4. Sorg och hopp ("Mildt glänser daggen")
  - 5. Ur en bordssång ("Glädjen sig speglar")
  - 6. Källan ("Du lilla källa")
  - 7. Andenken ("Im Sonnenschimmer")
  - 8. Hoppet ("Förtrogna hopp!")
  - 9. Bortresan ("Om jag far bort", Choraeus)
  - 10. Dansk visa ("Midnatsklokken i Taarnet slaaer").
- Fem hymner, 1924.
- Ur Svenska psalmboken förenad med dess koraler jämte andra melodiska religiösa sångstycken för kyrkan, skolan och hemmet, 1865.
  - Marie Bebådelsehymn (Lidner)
  - Långfredagshymn
  - Påskhymn
  - Midsommarhymn

### Översättningar
- Mozart, Wolfgang Amadeus (1845). Ett bref af Wolfgang Amadeus Mozart. Stockholm. Libris 1577184

### Redaktörskap
- Antik konsert en melodisk anthologi ifrån århundraden näst före och under medeltiden i St Klara kyrka. Stockholm. 1845. Libris 1592841
- Svenska psalmboken förenad med dess koraler jemte andra melodiska religiösa sångstycken för kyrkan, skolan och hemmet / Utg. af Abraham Mankell. Stockholm: Norstedt. 1865. Libris 53793
- Sveriges herrliga melodier till begagnandet vid lägre och högre läroverk satta i harmoni för två, tre och fyra stämmor. Stockholm: Elkan & Schildknecht. 1861-1884